# フンナガカマツカ
フンナガカマツカ(吻長鎌柄、中:吻鮈 、学名:Rhinogobio typus)は、コイ目コイ科カマツカ亜科に属する底生淡水魚。

## 分布
中国大陸(長江、閩江)。

## 形態
最大44cm。体は円筒形で細長い。体色は青褐色で、背面には細かい黒点が破線状に並ぶ。眼は大きい。吻は先の尖った円錐形で、著しく前方に突き出る。口は下向きにつき、逆さU字形に開く。口唇に乳頭突起はない。口ひげは眼の後端とほぼ同じかやや長い。

## 生態
河川本流の水深の浅い砂泥底や砂礫底を好み、つねに他のカマツカ類と混群を作って生活している。ユスリカの幼虫、水生昆虫などの小さな動物を中心に、藻類や有機物も食べる雑食性。繁殖期は4月下旬から5月上旬。成長は比較的遅く、2年目の冬で体長21cm、重量273-323g、３年目の冬には体長29-31cm、重量500gになる。

## 人間との関係
大型とはいえないが、個体数が多く、肉質も良いので、中国では一般的な食用魚である。

## 近似種

### コウガカマツカ[1]Rhinogobio nasutus
体長20cm。黄河水系特産。フンナガカマツカに似るが、本種の方が目が小さく、体形が寸詰まりで、吻が短い。体はフンナガカマツカより側偏する。

### トカゲカマツカSaurogobio dabryi
最大24cmに達するが、10cmほどの個体が多い。中国、朝鮮半島に分布する。体は極めて細長い。吻は尖らず、わずかに突き出る。口は前向きにつき、唇には多数の乳頭突起が発達する。繁殖期は4~6月で、浮遊卵を産む。